# Mattias Eriksson
Mattias Eriksson, švedski lokostrelec, * 17. november 1981, Sundsvall.
Sodeloval je na lokostrelskem delu poletnih olimpijskih igrah leta 2000, kjer je osvojil 42. mesto v individualni konkurenci in na poletnih olimpijskih igrah leta 2004, kjer je osvojil 39. mesto v individualni in 9. mesto v ekipni konkurenci.